# Поль Дюр'є
Жан-Марі Поль Сімон Дюр'є (1855—1925) — французький історик мистецтва, що досліджував середньовічні ілюміновані рукописи. Часто його називають «великим Дюр'є».
Наукову кар'єру почав з дослідження творчості паризького ілюмінатора XV ст. Жака з Безансона, монографія про якого вийшла 1892 р. Досліджував «Туринський часослов» (Національна бібліотека, Турин), який насправді був незавершеною частиною «Прекрасного часослова Діви Марії» герцога Беррійського. Дюр'є
ґрунтовно вивчав цей манускрипт, досліджуючи проблеми авторства, походження і мистецької цінності ілюстрацій. Результатом цієї праці стала ґрунтовна монографія, присвячена часословам герцога Беррійського.
Також Дюр'є досліджував фламандську готичну ілюмінацію.